# زولتان بينتر
زولتان بينتر (بالمجرية: Pintér Zoltán)‏ هو لاعب كرة قدم مجري في مركز الوسط، ولد في 23 نوفمبر 1977 في بودابست في المجر. شارك مع منتخب المجر لكرة القدم. أما مع النوادي، فقد لعب مع نادي بودابست هونفيد ونادي ديوسجوري ونادي فاساس.

## وصلات خارجية
- زولتان بينتر على موقع قاعدة بيانات كرة القدم.إي يو (الإنجليزية)
- زولتان بينتر على موقع ناشيونال فوتبول تيمز (الإنجليزية)
- زولتان بينتر على موقع Soccerbase.com (لاعب) (الإنجليزية)